# São Nicolau entre as Imagens (título cardinalício)
São Nicolau entre as Imagens (em latim: Sancti Nicolai; em italiano:  San Nicola fra le Immagini) foi um título cardinalício instituído em 1477 pelo Papa Sisto IV. Provavelmente era a antiga igreja de San Niccolò del Colosseo da qual apenas o nome é conhecido e que seu clero recebia "denari di presbiterio" na festa dos "Turiboli". O título foi suprimido em 13 de abril de 1587 pelo Papa Sisto V pela constituição apostólica Religiosa.

## Titulares protetores
- Pietro Foscari (1477 - 1485)
- Vacante (1485 - 1493)
- Domenico Grimani, diaconia pro illa vice (1493 - 1498); (1498 - 1503)
- Melchior von Meckau (1503 - 1507)
- Carlo Domenico del Carretto (1507 - 1513)
- Paolo Emilio Cesi, diaconia pro illa vice (1517 - 1534)
- Vacante (1534 - 1557)
- Alfonso Carafa, diaconia pro illa vice (1557 - 1558)
- Vacante (1558-1561)
- Bernardo Navagero (1561 - 1562); in commendam (1562)
- Francesco Abundio Castiglioni, diaconia pro illa vice (1566 - 1568)
- Vincenzo Giustiniani, O.P. (1571 - 1579)
- Vacante (1579 - 1587)
- Título suprimido em 1587